# Коссутта, Армандо
Армандо Коссутта (итал. Armando Cossuttaо файле; 2 сентября 1926, Милан — 14 декабря 2015, Рим) — итальянский политик, член Коммунистической партии.

## Биография
Родился в Милане, вступил в Итальянскую коммунистическую партию в 1943 году, присоединился к движению Сопротивления, но вскоре был арестован и находился в заключении. После войны возглавил коммунистическую организацию в Сесто-Сан-Джованни (благодаря долговременной популярности левых этот город называли «итальянским Сталинградом»). С 1959 года — член правления (Direzione) партии, с 1964 года входил в национальный секретариат, к 1966 году достиг высшей точки партийной карьеры, заняв должности координатора аппарата секретариата (coordinatore dell’ufficio di segreteria) и директора партийного аппарата (sovrintendente all’amministrazione). До 1974 года отвечал за финансирование ИКП, в том числе за счёт средств из Советского Союза. Со временем оказался видным представителем «просоветского» течения в ИКП (corrente filosovietico), которое вошло в конфликт с еврокоммунистическим большинством и потерпело поражение во внутрипартийной борьбе, в силу чего влияние Коссутты снизилось. Избирался в Сенат в 1972, 1976, 1979, 1983, 1987, 1992 и 2006 годах; в Палату депутатов — в 1994, 1996 и 2001 году. С 1999 по 2004 год являлся депутатом Европарламента.
7 марта 1990 года открылся XIX съезд ИКП, в повестку дня которого были внесены три предложения. Первое: создание на базе партии новой, реформированной политической структуры, основанной на принципах демократии, открытой в равной степени католикам и неверующим, отринувшей положение о демократическом централизме (предложено Акилле Оккетто); второе: сохранение ИКП при обновлении её политической программы и организационной структуры (предложено Пьетро Инграо, Алессандро Натта и группой их сторонников); третье: «за социалистическую демократию в Европе», основанное на традиционных постулатах коммунистической идеологии (предложено Армандо Коссутта). 67 % делегатов съезда поддержали предложение Оккетто, 30 % — предложение Инграо и Натта, только 3 % высказались за инициативу Коссутта. 9 октября 1990 года руководство ИКП в здании её Центрального комитета на улице Боттеге Оскуре в Риме объявило о достижении договорённости по поводу названия новой партии — Демократическая партия левых сил (на следующий день противники Оккетто заявили, что продолжат сопротивление его политике). 31 января 1991 года открылся XX (и последний) съезд ИКП, на котором большинством голосов было принято решение о самороспуске и создании ДПЛС. Коссутта, Гаравини, Инграо, Натта, Торторелла и другие сторонники оппозиции объединились в группу «Fronte del No» и остались в меньшинстве, проголосовав в итоге за контрпредложение Антонио Бассолино: не вступать в ДПЛС и создать новую коммунистическую партию под названием Партия коммунистического возрождения. Новая партия была сформирована (в неё также влилась Пролетарская демократия), Коссутта был избран её председателем.
12 октября 1991 года газета la Repubblica опубликовала статью своего московского корреспондента о заявлении, сделанном в Москве журналистом Александром Евлаховым, что в его распоряжении находится протокол от 26 марта 1986 года о передаче по линии КПСС 824 тыс. долларов США для итальянской компартии в Риме лично Армандо Коссутте через агента КГБ. На следующий день Коссутта категорически опроверг эти утверждения и заявил, что никогда не получал из Советского Союза никаких денежных средств, ни наличными, ни в какой-либо другой форме, а материальная поддержка ИКП из СССР прекратилась в 1974 году с принятием закона о финансировании политических партий.
В 1998 году лидер Партии коммунистического возрождения Фаусто Бертинотти решил отозвать поддержку первому правительству Проди. 11 октября 1998 года Коссутта, Дилиберто, Риццо и их сторонники в знак несогласия с таким политическим шагом вышли из ПКВ и сформировали Партию итальянских коммунистов, которая поддержала новое левоцентристское правительство во главе с Массимо Д’Алема. В 2006 году Коссутта объявил об отставке с должности председателя партии из-за несогласия с проводимым политическим курсом (по мнению наблюдателей, он был в числе прочего не согласен с кандидатурами, которые партия выдвигала на выборах, и с определением возможных кандидатов в правительство).
В августе 2015 года после семидесяти лет брака Коссута овдовел — скончалась его жена Эмилия Клементе. У супругов было трое детей — Анна, Маура и Дарио и четверо внуков — Симон, Карлотта, Матильда и Гвидо.
Армандо Коссутта умер 14 декабря 2015 года в римском госпитале святого Камилла.

## Труды
- «Проблемы финансирования партии и кампания по сбору средств для коммунистической печати» (I problemi del finanziamento del partito e la campagna per la stampa comunista, Roma, Iter, 1974).
- «Государственное финансирование партий» (Il finanziamento pubblico dei partiti, Roma, Editori Riuniti, 1974).
- «Децентрализация и участие. Инициатива коммунистов за исполнение закона о советах избирательных округов» (Decentramento e partecipazione. Iniziativa dei comunisti per l’attuazione della legge sui consigli di circoscrizione, con Marcello Stefanini e Renato Zangheri, Roma, Editori Riuniti, 1977).
- «Коммунисты в местном самоуправлении» (I comunisti nel governo locale, con Enrico Berlinguer, Roma, Editori Riuniti, 1978).
- «Новый способ управления» (Il modo nuovo di governare, Roma, Edizioni delle autonomie, 1980).
- «Разрыв. США, СССР, рабочее движение в условиях международного кризиса» (Lo strappo. Usa, Urss, movimento operaio di fronte alla crisi internazionale, Milano, A. Mondadori, 1982).
- «Противостояние и единство. Политическая дискуссия в ИКП с XVI по XVII съезд» (Dissenso e unità. Dibattito politico nel PCI dal XVI al XVII congresso, Milano, Teti, 1986).
- «Старый и новый курс» (Vecchio e nuovo corso, Milano, Vangelista, 1988).
- «Коммунистическая история» (Una storia comunista, con Gianni Montesano, Milano, Rizzoli, 2004. ISBN 88-17-00430-8).